# Пуччи, Антонио (кардинал)
Антонио Пуччи (итал. Antonio Pucci; 8 октября 1484, Флоренция — 12 октября 1544, Баньореджо, Лацио) — итальянский кардинал. Происходил из знатного флорентийского рода Пуччи; племянник кардиналов Роберто Пуччи и Лоренцо Пуччи.
Участвовал в Пятом Латеранском соборе (1512—1517), служил апостольским нунцием в Швейцарии с 1517 по 1521 год. С 1518 года был епископом Пистои, а с 1529 года — епископом Ванна. С 1 октября 1529 года — великий пенитенциарий. Возведён в кардиналы папой Климентом VII 22 сентября 1531 года; титулярная церковь — Санти-Куаттро-Коронати. Участвовал в папском конклаве 1534 года, на котором был избран папа Павел III. Позже Пуччи стал епископом субурбикарных епархий Альбано (1542/43) и Сабины (1543/44).